# Une équipe de rêve (film, 2023)
Ne doit pas être confondu avec Une équipe de rêve.
Pour plus de détails, voir Fiche technique et Distribution.
Une équipe de rêve (Next Goal Wins) est un film américano-britannique réalisé par Taika Waititi et sorti en 2023. Il s'inspire du documentaire du même nom de Mike Brett et Steve Jamison sorti en 2014 et consacré à l'équipe des Samoa américaines de football.
Il est présenté en avant-première au festival international du film de Toronto 2023.

## Synopsis
En 2001, l'équipe des Samoa américaines de football subit une défaite historique contre l'Australie 31-0 lors des éliminatoires pour la Coupe du monde 2002. Pour oublier cet affront, la fédération ambitionne une qualification à la Coupe du monde 2014. En 2011, l’entraîneur néerlandais Thomas Rongen, qui a principalement officié aux États-Unis, est engagé pour faire progresser l'équipe.

## Fiche technique
Sauf indication contraire, les informations mentionnées dans cette section peuvent être confirmées par la base de données cinématographiques IMDb,  présente dans la section « Liens externes ».
- Titre original : Next Goal Wins
- Titre français : Une équipe de rêve
- Réalisation : Taika Waititi
- Scénario : Taika Waititi et Iain Morris, d'après le documentaire Une équipe de rêve de Mike Brett et Steve Jamison
- Musique : Michael Giacchino
- Direction artistique : Peter Borck
- Décors : Katrin Chong
- Costumes : Miyako Bellizzi
- Photographie : Lachlan Milne
- Montage : Nicholas Monsour et Yana Gorskaya
- Production : Garrett Basch, Mike Brett, Jonathan Cavendish et Steve Jamison

Producteurs délégués : Kathryn Dean, Andy Serkis et Will Tennant
- Sociétés de production : Searchlight Pictures, Imaginarium Productions, Defender Films et Garrett Basch Production
- Sociétés de distribution : Searchlight Pictures (États-Unis), The Walt Disney Company France (France)
- Budget : 14 millions de dollars[1]
- Pays de production :  États-Unis,  Royaume-Uni
- Langue originale : anglais
- Format : couleur
- Genre : comédie biographique, sport
- Durée : 103 minutes
- Dates de sortie[2] :
  - Canada : 10 septembre 2023 (festival de Toronto)
  - États-Unis : 17 novembre 2023
  - France : 20 décembre 2023
- Classification[3] :
  - États-Unis : PG-13

## Distribution
- Michael Fassbender (VF : Jean-Pierre Michaël) : Thomas Rongen (en)
- Elisabeth Moss (VF : Ingrid Donnadieu) : Gail
- Kaimana (VF : Simon Koukissa-Barney) : Jaiyah Saelua
- Oscar Kightley (VF : Thierry Desroses) : Tavita
- David Fane (en) (VF : Jean-Baptiste Anoumon) : Ace
- Beulah Koale (VF : Eilias Changuel) : Daru Taumua
- Lehi Falepapalangi : Pisa
- Semu Filipo (VF : Jérôme Pauwels) : Rambo
- Uli Latukefu (VF : Arthur Khong) : Nicky Salapu
- Rachel House (VF : Céline Ronté) : Ruth
- Rhys Darby (VF : Vincent Ropion) : Rhys Marlin
- Angus Sampson (VF : Adrien Antoine) : Angus Bendleton
- Chris Alosio (VF : Baptiste Marc) : Jonah
- Will Arnett (VF : Jérémie Covillault) : Alex Magnussen
- Taika Waititi (VF : Stéphane Ronchewski) : le prêtre

## Production
En août 2019, il est annoncé que Fox Searchlight Pictures développe un projet, sans titre, que Taika Waititi doit écrire et réaliser juste avant de se consacrer à Thor: Love and Thunder pour Marvel Studios. Il est ensuite révélé que le projet est une adaptation cinématographique du documentaire Une équipe de rêve (2014) de Mike Brett et Steve Jamison consacré à l'équipe des Samoa américaines de football.
En septembre 2019, Michael Fassbender est évoqué pour le rôle principal. Il est confirmé un mois plus tard, alors qu'Elisabeth Moss est en négociation. En novembre 2019, la distribution voit notamment les arrivées de Kaimana , Oscar Kightley, David Fane (en), Beulah Koale, Lehi Falepapalangi, Semu Filipo, Uli Latukefu, Rachel House, Rhys Darby, Angus Sampson, etc.,,. En décembre 2019, c'est Armie Hammer qui rejoint le film.
Le tournage débute le 4 novembre 2019.
En décembre 2021, il est annoncé que des reshoots ont lieu. Armie Hammer est remplacé par Will Arnett, notamment en raison des multiples accusations envers l'acteur. Le rôle, initialement prévu comme un caméo, est davantage étoffé avec l'arrivée de Will Arnett.

## Sortie et accueil

### Date de sortie
En juillet 2022, Taika Waititi révèle en interview que le film sortira en 2023. En septembre 2022, le film est annoncé pour le 21 avril 2023. Cependant, en décembre 2022, la sortie américaine est repoussée au 22 septembre 2023. La sortie américaine est à nouveau repoussée au 17 novembre 2023.

### Critique
Le film reçoit des critiques partagées. Sur le site d'agrégation de critiques Rotten Tomatoes, le film obtient 43% d'avis favorables, pour 130 critiques et une note moyenne de 5,3⁄10. Le consensus suivant résumé les avis collectés : « Next Goal Wins trouve le réalisateur-coscénariste Taika Waititi avec le cœur à la bonne place, même si son objectif qui plaira à tous s'est sensiblement éloigné de sa cible. » Sur le site Metacritic, qui utilise une moyenne pondérée, le film obtient la note de 45⁄100 pour 38 critiques.
En France, le site Allociné propose une note moyenne de 2,9⁄5 basé sur 17 titres de presse. Du côté des avis positifs, Renaud Baronian du Parisien écrit notamment « De cette véritable et incroyable histoire, Taika Waititi fait une comédie hilarante et savoureuse, bourrée de gags en grande partie sur les différences culturelles entre Rongen et les Samoans. Ce pour tous les publics : nul besoin de s’y connaître foot pour se tordre de rire… » Dans Les Fiches du cinéma, Antoine Corte écrit quant à lui : « Prévisible et tressé de clichés, le film gomme ses imperfections grâce à la douceur de son message et son énergie positive. » Pour le site Filmsactu, il s'agit d'un « un petit film sans prétentieux, souvent facile et prévisible (on a connu Taika Waititi plus inspiré), mais le côté feel-good de l'histoire de la pire équipe de football au monde ne peut que faire que du bien à l'âme en cette fin 2023. »
Du côté des avis négatives dans la presse française, Télé-Loisirs regrette un scénario « écrite à la va-vite » et une mise en scène « sans génie » avec une intrigue qui « tourne rapidement en rond ». Camille Nevers de Libération écrit quant à elle « Entre les mains d’un Taika Waititi moins inspiré que d’ordinaire, l’histoire vraie de la pire équipe du monde s’avère fastidieuse. »